# Justus Nicolaas I
Justus Nicolaas I van Hohenzollern (1433 – 9 februari 1488) was van 1433 tot aan zijn dood graaf van Hohenzollern. Hij behoorde tot het huis Hohenzollern.

## Levensloop
Justus Nicolaas I was de zoon van graaf Eitel Frederik I van Hohenzollern en Ursula van Rhäzüns. Kort na zijn geboorte werd hij aangesteld als de nominale graaf van Hohenzollern, tot in 1439 onder het regentschap en de voogdij van zijn vader. Zijn vader had in 1429 een erfverdrag gesloten met het graafschap Württemberg, waarnaar de gebieden van de Zwabische tak van het huis Hohenzollern zouden gaan als deze linie zou uitsterven. Met de geboorte van Justus Nicolaas in 1433 werd dit risico afgewend. 
Onder zijn voorgangers als graven van Hohenzollern was het graafschap in een precaire politieke situatie terechtgekomen. Na de verdeling van het graafschap tussen zijn vader en zijn oom Frederik XII was Hohenzollern gefragmenteerd geraakt. De financiële situatie was rampzalig en er was het risico dat de Zwabische linie van het huis Hohenzollern zou uitsterven. Om de financiële situatie te verbeteren, had zijn oom Frederik XII enkele landerijen verkocht, maar hierdoor werd het graafschap Hohenzollern politiek onbelangrijk. Onder het bewind van zijn vader Eitel Frederik I begon de situatie te verbeteren.
Nadat Justus Nicolaas I zelfstandig begon te regeren, begon hij het graafschap Hohenzollern significant uit te breiden. In 1471 kregen hij en zijn erfgenamen van keizer Frederik III het recht om een mijn uit te baten en om munten te slaan. Ook renoveerde hij de Burg Hohenzollern, dat tot het einde van de 18e eeuw de residentie zou zijn van de graven van Hohenzollern. In 1488 bemachtigde hij de heerlijkheid Haigerloch. Onder het bewind van Justus Nicolaas I kreeg de Zwabische linie van het huis Hohenzollern haar belangrijke machtspositie terug en de positieve ontwikkelingen werden na zijn dood in 1488 verdergezet door zijn zoon Eitel Frederik II.

## Huwelijk en nakomelingen
In 1448 huwde Justus Nicolaas met gravin Agnes van Werdenberg-Heiligenberg (1434-1467). Ze kregen zes kinderen:
- Frederik (1451-1505), bisschop van Augsburg
- Eitel Frederik II (1452-1512), graaf van Hohenzollern
- Eitel Frederik de Jongere (1454-1490), admiraal der Nederlanden
- Frederik Albrecht (overleden in 1483), kolonel in het Keizerlijk Leger
- Frederik Johan (overleden in 1483), kolonel in het Keizerlijk Leger
- Helena (overleden in 1514), huwde met graaf Johan II van Waldburg-Wolfegg